# More Dogs Than Bones
More Dogs Than Bones (Dinheiro pra Cachorro no Brasil) é um filme de comédia dramática estadunidense de 2000, dirigido e escrito por Michael Browning. Conta com Joe Mantegna, Peter Coyote, Paul Finn, Louise Fletcher, Debi Mazar, D.B. Woodside, Glenn Shadix, Whoopi Goldberg, Mercedes Ruehl e um grande elenco.

## Sinopse
Durante sua primeira visita aos Estados Unidos, o turista indiano Raj cruza com a mafiosa Vic no aeroporto. Traída por seu ex-patrão e perseguida pelos policiais, ela acaba escondendo US$ 1 milhão de dólares na bagagem de mão de Raj, já que o Detetive Dale está em seu encalço no desembarque. Uma série de confusões passam a acontecer, após Vic telefonar para seus capangas, Desalvo e Quinn, e os mandarem encontrar seu dinheiro. Os dois matam pessoas erradas e acabam se deparando com Cleo, uma adestradora de animais, cujo cachorro encontrou a bolsa mala de Raj e escondeu o dinheiro.

## Elenco
- Joe Mantegna...Desalvo
- Peter Coyote...Detetive Darren Cody
- Mercedes Ruehl...Victoria 'Vic' Galletti
- Whoopi Goldberg...Cleo
- Paul Hipp...Quinn
- Louise Fletcher...Iva Doll
- Debi Mazar...Maria
- D.B. Woodside...Truman
- Glenn Shadix...Geoff
- Ajay Naidu...Andy
- Chaim Jeraffi...Raj Lukla
- Pat Healy...Leon
- Michael Maize...Eugene
- Kevin Weisman...Arlo
- Robin Thomas...Tim Thomas
- Eddie Kaye Thomas...Roy
- Mik Scriba...Dutch
- Tom Towles...Detetive Smith